# La Providencia, San Salvador el Seco
La Providencia är en ort i Mexiko.   Den ligger i kommunen San Salvador el Seco och delstaten Puebla, i den sydöstra delen av landet, 160 km öster om huvudstaden Mexico City. La Providencia ligger 2 367 meter över havet och antalet invånare är 102.
Terrängen runt La Providencia är huvudsakligen platt, men söderut är den kuperad. Runt La Providencia är det ganska tätbefolkat, med 96 invånare per kvadratkilometer. Närmaste större samhälle är San Salvador El Seco, 8,6 km sydväst om La Providencia. Omgivningarna runt La Providencia är en mosaik av jordbruksmark och naturlig växtlighet.